# Pseudozizeeria albocoeruleus
Pseudozizeeria albocoeruleus är en fjärilsart som beskrevs av Johannes Karl Max Röber 1886. Pseudozizeeria albocoeruleus ingår i släktet Pseudozizeeria och familjen juvelvingar. Inga underarter finns listade.